# Bob van Uden
Bob van Uden (Amsterdam, 16 april 1999) is een Nederlands professioneel gamer.

## Carrière
Van Uden is sinds januari 2017 competitief gamer. Op 6 oktober 2017 trad hij toe tot het E-Sport team van PEC Zwolle. Van Uden kwam namens PEC Zwolle uit in de E-Divisie. 
Hier wist hij echter geen indruk te maken en stond hij na 13 speelronden op een 16e plaats met 7 punten.
Op 11 april 2018 tekende hij bij AFC Ajax eSports. Hij is uitgeleend aan de Japanse club Sagan Tosu, om daar te spelen in de e.J1League, de Japanse versie van de E-Divisie.
Van Uden is tevens ook in het voetbal actief, als keeper in de jeugd van Almere City FC. Door zijn verhuizing naar Japan gaat hij meetrainen met de jeugd van Sagan Tosu.

## Interlandcarrière
Van Uden vertegenwoordigde Nederland tijdens de FIFA eNations Cup op 13 en 14 april 2019 in Londen. Samen met Dani Hagebeuk vormde hij de Nederlandse afvaardiging.

## Prestaties
- 4e plaats EA Sports UT Championship Regional Madrid 2017[4]
- 5e plaats WK FIFA 17 Berlijn 2017[5]
- Laatste 32 FUT Champions Cup #1 - FIFA eWorld Cup